# Notre-Dame-de-Benoite-Vaux
Pour les articles homonymes, voir Notre-Dame.
Notre-Dame-de-Benoite-Vaux, également appelée église de l'Annonciation-de-la Sainte-Vierge de Benoite-Vaux, est situé dans le diocèse de Verdun (département de la Meuse) à une trentaine de kilomètres au sud de Verdun, sur la commune de Rambluzin-et-Benoite-Vaux. C'est l’un des plus anciens lieux de pèlerinage lorrains, situé dans un vallon entouré de forêts aujourd'hui proche de la gare de Meuse TGV. 

## Histoire

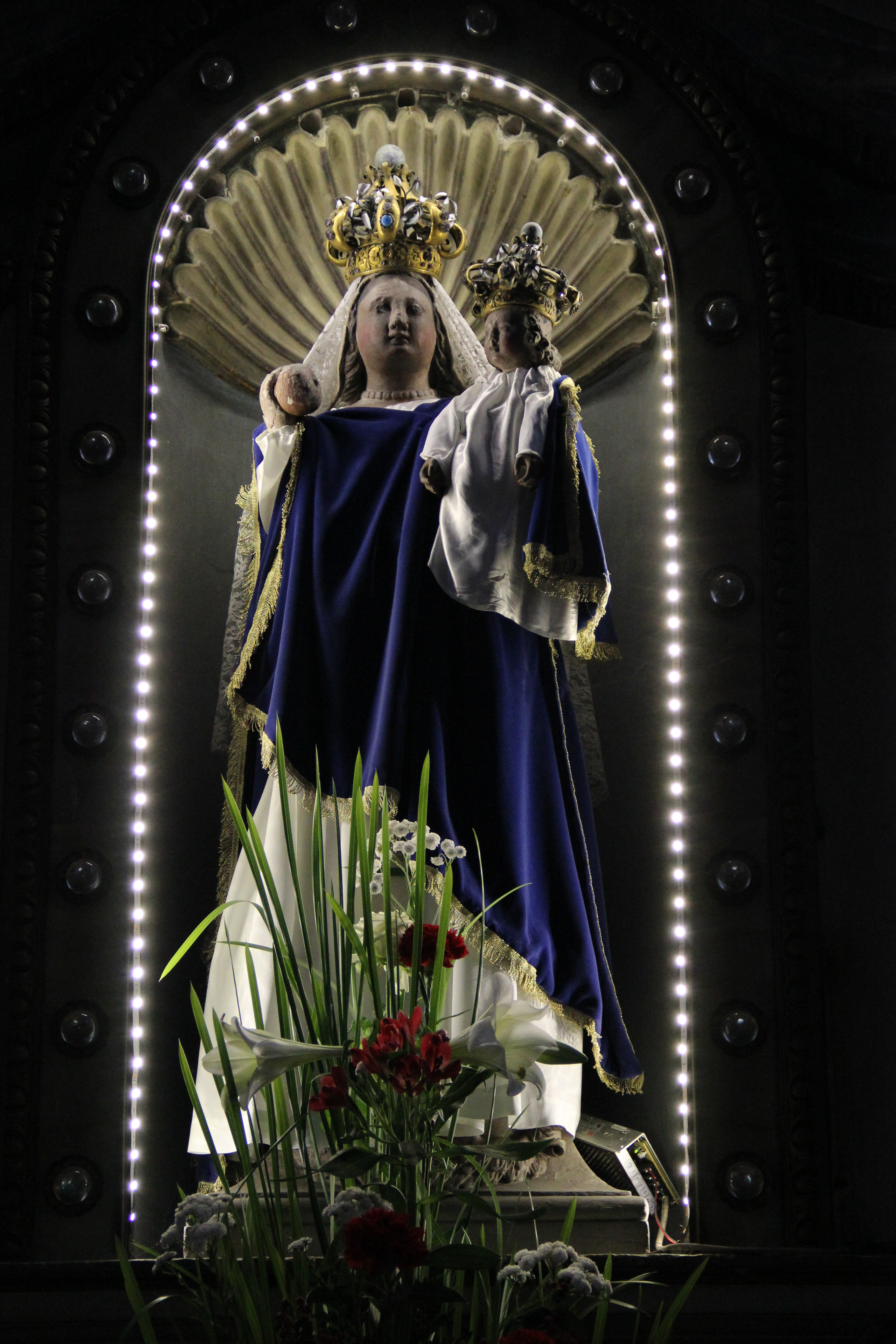
Statue du chœur de Notre-Dame-de-Benoite-Vaux.

Elle devait son origine à un pieux personnage, du nom de Bertauld, qui, vers 1147, donna son aleu de Faveroles à l'évêque Albéron de Chiny, pour qu'il y érigeât un monastère, l'évêque de Verdun, donne à l'abbaye prémontrée Notre-Dame de l'Étanche, la terre de Basse-Ham que l'on appellera bientôt Benoite vallée.  
La légende veut que des bûcherons entendirent des voix célestes chantant l'Ave-Maria et, se dirigeant vers l'endroit d'où provenait cette mélodie angélique, ils découvrirent près d'une source une statue de la Vierge. Un ermite nommé Martin en aurait eu la garde, puis des prêtres jusqu'au jour où l'affluence de pèlerins nécessita un lieu de culte plus important. Benoite-Vaux fut un des grands sanctuaires protégés par les ducs de Lorraine,  en particulier René II, et par les ducs de Guise et de Bar-Lorraine. 
Une église fut construite sous le vocable de l'Annonciation de la Vierge. Elle est plusieurs fois remaniée et agrandie jusqu'au XVIIe siècle. Elle conserve aujourd'hui encore  un jubé séparant les fidèles des officiants (séparation de la nef en deux parties).

L'église est d'architecture composite. La façade occidentale, de style toscan, est surmontée d'un tympan représentant le Christ remettant les clefs à St Pierre; ce groupe est encadré de niches abritant les quatre évangélistes.
Le pèlerinage est administré par les pères prémontrés jusqu'à la Révolution (1791). En 1638, pendant la guerre de Trente Ans, la statue est mise à l'abri au château de Neuville-en-Verdunois par Barbe d'Ernecourt, dame de Saint-Baslemont, femme de guerre surnommée "l'amazone chrétienne". La statue primitive, brisée en 1793, sera remplacée après la Révolution par la statue surmontant la source, elle aussi très ancienne et ressemblant à la statue originelle. 
Après la Révolution, le pèlerinage est assuré par les prêtres du diocèse jusqu'en 1852, par les clercs réguliers de la congrégation de Notre-Sauveur jusqu'en 1919, puis par les Oblats de Marie-Immaculée de 1936 à 1972. Depuis cette date, il est animé par le clergé séculier du diocèse de Verdun.
L'hôtellerie, entretenue un temps par les sœurs de la Foi d'Haroué, est aujourd'hui administrée par les sœurs de Saint-Joseph de Saint-Marc. Le pèlerinage se tient tous les ans lors de la première semaine de septembre.
L'église de pèlerinage de Benoîte-Vaux, en totalité y compris le clocher, est classée par arrêté du 27 juin 1983 au titre des monuments historiques.

## Chemin de croix
Le chemin de croix est conçu par le sculpteur Henri Chapu en 1890. Il consiste en un alignement de 14 monolithes extraits des carrières d'Euville près de Commercy. Chapu avait esquissé le projet mais meurt en avril 1891 avant d'arriver au terme de son œuvre. L'exécution est donc confiée à Désiré Fosse, jeune sculpteur meusien.
Ce chemin de croix est béni le 26 septembre 1895 par monseigneur Pagis, évêque de Verdun.

## Couronnement liturgique
Le couronnement liturgique de la statue a eu lieu le 8 septembre 1875. 
Les deux couronnes (Vierge et Enfant) actuellement visibles sont des répliques, les originales étant conservées en sécurité. C'est aussi le cas en Lorraine à la basilique Notre-Dame de Sion, à l'église Notre-Dame-de-Bonsecours de Nancy ou, à Lyon, à la basilique Notre-Dame de Fourvière. 

## Fontaine
La source primitive située au chevet de l'église, dans la cour du monastère, a été déplacée à cause de la clôture monastique. Elle est replacée à l'endroit actuel vers 1644.
Un monument néogothique l'abrite. Il est dû à la générosité d'un converti, Joseph Sauce, domestique du châtelain de Thillombois. 
Inauguré en septembre 1846, il est surmonté par une statue offerte par Claude Rollet, archiprêtre de Bar-le-Duc. Cette statue est une réplique de celle qui existait au XVIe siècle et qui avait été détruite en 1793, pendant la Révolution. La tête de l’Enfant Jésus, rescapée de ce vandalisme, fut réajustée sur un buste d’emprunt et placée dans le transept nord de l’église.                         

## Oratoire Notre Dame du TGV
Lors de la construction de la ligne TGV Est Européenne, les ouvriers ont été hébergés au presbytère.
En remerciement, ils ont érigé un oratoire dédié à Notre-Dame du TGV qui a été béni le 30 juin 2004 en présence du Père Pierre Toussaint, recteur de la basilique.